# Michael Soto Rojas
Michael Mauricio Soto Rojas (Hospital, San José, 29 de agosto de 1973) es un criminólogo, abogado y administrador público costarricense que se desempeñó como Ministro de Seguridad Pública de Costa Rica, designado por el presidente Carlos Alvarado Quesada entre 2018 y 2022. Además, ocupó la jefatura de la Oficina de Planes y Operaciones (OPO), creada en 1998 para apoyar a la Dirección del Organismo de Investigación Judicial en la toma de decisiones y en el respaldo de investigaciones criminales.

## Biografía
Soto Rojas nació en el Hospital San Juan de Dios, el distrito metropolitano de Hospital, en el cantón central de San José, el 29 de agosto de 1973.  
En 1996 publicó sus escritos "Antología, Investigación Avanzada de Homicidios" y "Curso de homicidios, Escuela Judicial".
En 1999, Soto obtuvo una licenciatura en derecho en la Universidad Santo Tomás, en Costa Rica. Asimismo, se licenció en criminología en la Universidad Libre de Costa Rica (ULICORI) en 2004.
En su carrera en el Poder Judicial de Costa Rica, Soto tuvo la jefatura de la Sección de homicidios, Unidad de Secuestros, Sección de Delitos contra la Propiedad, robo de vehículos, delitos varios, estupefacientes y servicios varios.
En julio de 2013 publicó el escrito "Narcotráfico: ¿Cómo llegamos, donde estamos y que nos espera?" en la Revista Investigación y Ciencia. 
En el 2016, Soto obtuvo una Maestría en Administración Pública en el Instituto Centroamericano de Administración Pública (ICAP).
Hasta mayo de 2018, ocupó la jefatura de la Oficina de Planes y Operaciones (OPO) por cinco años, creada en 1998 para apoyar a la Dirección del OIJ en la toma de decisiones y en el respaldo de investigaciones criminales. Actualmente ocupa regularmente la subdirección de la Policía Judicial de manera interina. También es profesor de la Universidad Libre de Costa Rica.
En mayo de 2018, Soto fue designado como Ministro de Seguridad Pública de Costa Rica por el presidente Carlos Alvarado Quesada para el periodo 2018-2022.